# Conus mercati
Espèce
Conus mercati est une espèce fossile de gastéropodes marins de la famille des Conidae.

## Systématique
L'espèce Conus mercati a été décrite en 1814 par le naturaliste italien Giovanni Battista Brocchi (1772-1826).

## Morphologie
Ce gastéropode peut atteindre 7-8 cm de haut.

### Publication originale
- Di G. Brocchi, Conchiologia fossile subapennina, con osservazioni geologiche sugli Apennini e sul suolo adiacente (publication), Inconnu, Milan, 1814., tome 2, p. 287-288 (lire en ligne)